# Șiria
Șiria – wieś w Rumunii, w okręgu Arad, w gminie Șiria. W 2011 roku liczyła 5040 mieszkańców. 